# 南昌原站
南昌原站（：／ Namchangwon yeok */?）是位于韩国庆尚南道昌原市城山区熊南洞的一座鐵路站，属于镇海线。

## 历史
- 1981年10月5日 - 落成使用[1]。

## 相鄰車站
韓國鐵道公社
鎮海線
新昌原－南昌原－聖住寺